# Heteropoda leprosa
Heteropoda leprosa är en spindelart som beskrevs av Simon 1884. Heteropoda leprosa ingår i släktet Heteropoda och familjen jättekrabbspindlar. Inga underarter finns listade i Catalogue of Life.